# List A cricket
Il List A cricket è una categoria che identifica una forma limitata di cricket, in cui le partite si giocano in un singolo giorno e durano generalmente fino a un massimo di otto ore. In questo formato, ogni squadra disputa un numero di over che varia tra i 40 e i 60, con il formato più comune che prevede 50 over per squadra. Il cricket List A comprende le partite di One Day International (ODI) e numerose competizioni nazionali, oltre a partite internazionali che coinvolgono nazioni che non hanno ancora ottenuto lo status ufficiale di ODI.
Insieme al cricket di prima classe e al Twenty20, il formato List A rappresenta una delle tre principali categorie di cricket riconosciute dalla International Cricket Council (ICC). Nel novembre 2021, l'ICC ha esteso retroattivamente lo status di List A anche al cricket femminile, allineando così questa forma di gioco con quella maschile.

## Classificazione
La maggior parte delle nazioni che praticano il cricket di Test ha una forma di competizione nazionale List A. Il numero di over programmato per le partite di cricket List A varia da 40 a 60 per squadra, con il formato più comune che prevede 50 over per ciascuna squadra.
La classificazione delle partite di cricket come "List A" è stata ufficialmente introdotta dall'International Cricket Council (ICC) solo nel 2006, quando la federazone internazionale, insieme alle sue associazioni affiliate, ha stabilito questa categorizzazione, seguendo un approccio simile a quello utilizzato per le partite di prima classe.
Questa categorizzazione è stata sviluppata dall'Associazione degli Statistici e degli Storici del Cricket con l'intento di creare un equivalente del cricket di prima classe per le partite di un giorno, in modo da generare record e statistiche di carriera comparabili. Sono state incluse solo le competizioni di un giorno più importanti in ogni paese, nonché le partite contro squadre di Test in tournée. La classificazione è stata ideata da Philip Bailey.
Le partite di cricket sono state suddivise in tre categorie principali:
1. List A, comprendeva le partite da includere nell'elenco finale, ovvero quelle considerate di alto livello.
2. List B, riservata alle partite in cui i giocatori erano di prima categoria, ma la partita non aveva sufficiente prestigio, come le partite di esibizione.
3. List C, raccoglieva tutte le altre partite giocate da una squadra precedentemente inclusa nella List A, con lo scopo di garantire che lo status di tali partite non fosse trascurato[4].

## Partite escluse dalla List A
Le partite che non rientrano nella classificazione List A includono il cricket Twenty20, compresi gli incontri internazionali, che sono classificati separatamente sotto il formato specifico del Twenty20. Inoltre, le partite di riscaldamento per la Coppa del Mondo di cricket, che sono organizzate come preparazione per la competizione principale, non vengono considerate List A. Altre partite che non fanno parte di questa classificazione includono quelle turistiche contro squadre di prima classe che non partecipano alla principale competizione nazionale di prima classe, come le università, così come i festival e le partite amichevoli, che sono incontri non ufficiali di carattere celebrativo o sociale. Infine, anche le partite giocate in condizioni non standard, come quelle con più di 11 giocatori per squadra o in formati non ufficiali, non sono incluse nella lista A.

## Prima partita LA
La prima partita designata retrospettivamente come partita di "List A" fu disputata tra Lancashire e Leicestershire nel maggio del 1963, durante il turno preliminare della Gillette Cup. In quell'incontro, ogni squadra batté per 65 over, e i giocatori di bowling furono limitati a un massimo di 15 over ciascuno.